# Вітторіо Муссоліні
Вітторіо Муссоліні (італ. Vittorio Mussolini; 27 вересня 1916 — 12 червня 1997) — італійський кінокритик, кінопродюсер і сценарист.

## Біографія
Вітторіо Муссоліні народився 1916 року в Мілані, Ломбардія, Королівство Італія. Він був другим сином італійського диктатора Беніто Муссоліні. Однак він був першим офіційно визнаним сином Муссоліні з другою дружиною Ракеле ; його старший зведений брат ніколи не був офіційно визнаний режимом Муссоліні.
Вітторіо одружився з міланкою Орсолою Буволі (1914—2009), старшою на два роки. У січні 1938 року Муссоліні та його дружина оголосили про народження першої дитини — сина Гвідо, який народився в Римі.

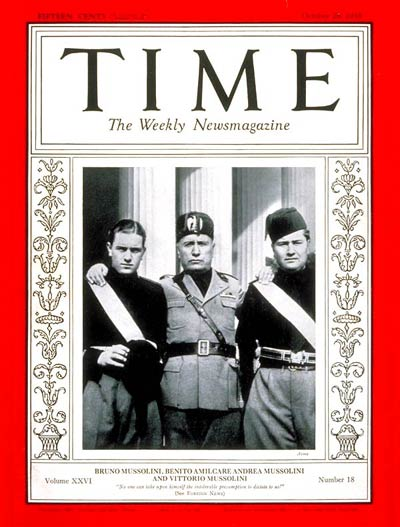
Вітторіо (праворуч), з батьком і братом Бруно, на обкладинці Time, 28 жовтня 1935 р.

Вітторіо Муссоліні служив лейтенантом в італійських Королівських ВПС (Regia Aeronautica). Брав участь у Другій італо-ефіопській війні, Громадянській війні в Іспанії та Другій світовій війні.
У подальші роки Вітторіо значною мірою контактував і дружив з лівими та єврейськими режисерами, письменниками та кінокритиками протягом короткого періоду наприкінці 30-х — на початку 40-х років, коли він був редактором журналу «Cinema» . Відкрито ліві критики, такі як Мікеланджело Антоніоні, публіковалися в його журналі, і Вітторіо навіть знайшов житло для німецького єврейського критика Рудольфа Арнгейма в римській резиденції Муссоліні, Вілла Торлонія; з іншим другом євреєм, Орландо Піперно, Вітторіо взяв участь у автопробігу Mille Miglia, фінішувавши десятим.
Муссоліні працював з багатьма найкращими режисерами Італії, такими як Федеріко Фелліні, Роберто Росселліні та Мікеланджело Антоніоні.
Після війни Муссоліні емігрував до Аргентини, але згодом повернувся до Італії.
Вітторіо Муссоліні помер 12 червня 1997 року у віці 80 років у римській клініці після тривалої хвороби.

## Фільмографія
| Рік  | Заголовок            | Примітки  |
| ---- | -------------------- | --------- |
| 1937 | Сципіон Африканський | Продюсер  |
| 1942 | Пілот повертається   | Сценарист |
| 1942 | Три пілоти           | Сценарист |
| 1942 | Луїза Санфеліце      | Сценарист |
| 1942 | Лицарі пустелі       | Сценарист |